# Lipochaeta degeneri
Lipochaeta degeneri ist eine möglicherweise ausgestorbene Pflanzenart aus der Familie der Korbblütler (Asteraceae). Sie war auf der Hawaii-Insel Molokaʻi endemisch. Das Artepitheton ehrt den US-amerikanischen Botaniker Otto Degener (1899–1988).

## Merkmale
Lipochaeta degeneri war ein mehrjähriger, krautiger Halbstrauch mit 20 bis 30 cm langen aufrechten Stängeln. Die verkehrt einförmigen Laubblätter hatten eine Länge von 1,7 bis 2 cm und eine Breite von 0,3 bis 0,4 cm. Sie waren spärlich mit feinen kleinen Strichborsten bedeckt, ganzrandig und ungestielt. Die Blütenköpfe waren einzeln vorhanden oder in Büscheln von zwei bis drei Blütenkörben. Die eiförmigen, spärlich mit feinen kleinen Strichborsten bedeckten, äußeren Deckblätter waren oft nahe an der Spitze purpurfarben. Sie waren 3 bis 3,8 mm lang und 1,3 bis 2,1 mm breit. Die Spitze war zugespitzt. Die Hüllblätter waren an der Mittelrippe und oft nahe der Spitze purpurn. An den Blütenkörben befanden sich circa 6 oder weniger Zungenblüten, deren längliche Blätter 3,6 bis 4 mm lang und 2 bis 2,4 mm breit waren. Es gab circa 15 Röhrenblüten pro Kopf. Die 4-zähligen Blütenkronen waren 2,7 bis 3,3 mm lang. Die Staubbeutel waren 1,2 bis 1,5 mm lang. Der schuppige Pappus war circa 0,2 mm lang, am Grund zusammengewachsen und mit kurzen, abfallenden Grannen besetzt. Die Achänen waren knollenförmig, die Strahlenachänen waren 2,3 bis 2,4 mm lang, 1,1 bis 1,5 mm breit und hatten circa 0,4 mm lange Flügel. Die Scheibenachänen waren 2,7 bis 3,2 mm lang, 0,8 bis 1,8 mm breit und hatten circa 0,3 mm lange Flügel.

## Status
Die Art ist nur von 3 Aufsammlungen in den Jahren 1910, 1912 und 1928 in der Nähe der südwestlichen Spitze von Moloka'i nahe dem Meeresspiegel bekannt. Während einer gründlichen Suche in der Terra typica im Jahr 1974 konnte das Taxon nicht wiederentdeckt werden. Lipochaeta degeneri wird nach dem Erkenntnisstand des Portals NatureServe als möglicherweise ausgestorben (GH) klassifiziert.